# Mecynogea apatzingan
Mecynogea apatzingan är en spindelart som beskrevs av Levi 1997. Mecynogea apatzingan ingår i släktet Mecynogea och familjen hjulspindlar. Inga underarter finns listade i Catalogue of Life.